# Курд Ласвиц
Курд Ласвиц (на немски: Kurd Laßwitz) с цяло име Карл Теодор Виктор Курд Ласвиц е германски писател и философ, автор на романи, новели, есета и разкази. За някои произведения използва псевдонима Велатус (Velatus). Смятан е за първосъздател на немскоезичната научна фантастика.

## Биография
Курд Ласвиц, син на предприемач и политик, следва математика и физика в университетите на Бреслау и Берлин. Завършва през 1873 г. с отличие (magna cum laude). През следващата година полага педагогически държавен изпит по математика, физика, философия и география.
През 1876 г. Ласвиц се установява в Гота, където намира работа като гимназиален учител. През следващите години се издига до гимназиален професор и придворен съветник. Изнася популярни беседи из областта на природознанието, литературата и философията.
През 1884 г. е избран за член на Немската академия по естествени науки „Леополдина“. Кореспондира си с редица духовни величия от своето време като Лудвиг Анценгрубер, Мартин Бубер и Берта фон Зутнер.
Курд Ласвиц умира на 62-годишна възраст в Гота, като оставя богато литературно наследство Романът му „На две планети“ (1897) („Auf zwei Planeten“), съдъжащ повече от хиляда страници, спада към най-важните немски научнофантастични произведения. Преведен е на много езици и е преиздаван многократно. В началото на XX век романът оказва влияние на значими писатели, предимно експресионисти, сред които Георг Хайм и Арно Шмит.
Разкази от сборника му „До нулевата точка на битието“ (1871) са издадени и на български.

## Признание
През 1980 г. в памет на писателя е учредена литературната награда „Курд Ласвиц“ Отличието се присъжда ежегодно за най-добра научнофантастична творба през предходната година.